# Karel Thiel
Karel Johannes Cornelis Thiel ('s-Hertogenbosch, 18 september 1929 – aldaar, 28 februari 2021) was een zanger en liedjesschrijver. Daarnaast stond hij in 's-Hertogenbosch bekend om zijn winkel "Thiel Muziekhandel". 

## Biografie
In 1960 bracht Thiel op het label Tivoli zijn eerste, zelfgeschreven single "De groene linde / Ik wil dwalen" uit. Kort daarna werd zijn talent opgepikt door zanger, producer en componist-tekstschrijver Johnny Hoes die Thiel contracteerde voor platenlabel Telstar Music en later ook sub-label Starlet. Onder de Telstar vlag bracht Thiel tussen 1962 en 1982 diverse singles en lp's uit. Hij schreef zelf, maar zong ook covers van bestaande liedjes, zoals "In de hemel is geen bier" (1962), een van oorsprong Vlaams lied dat nadien ook door Tom Manders (Dorus) op zijn repertoire werd genomen. Thiel werd als zanger vaak begeleid door het orkest van Jean Kraft en het Telstar-koor, maar speelde ook met zijn eigen band "The Evergreens". Van 1970 tot 1973 vormde Thiel samen met Johhny Hoes het duo "Duo Pils". Vanaf 1973 nam Cees de Wit de plek van Hoes in.

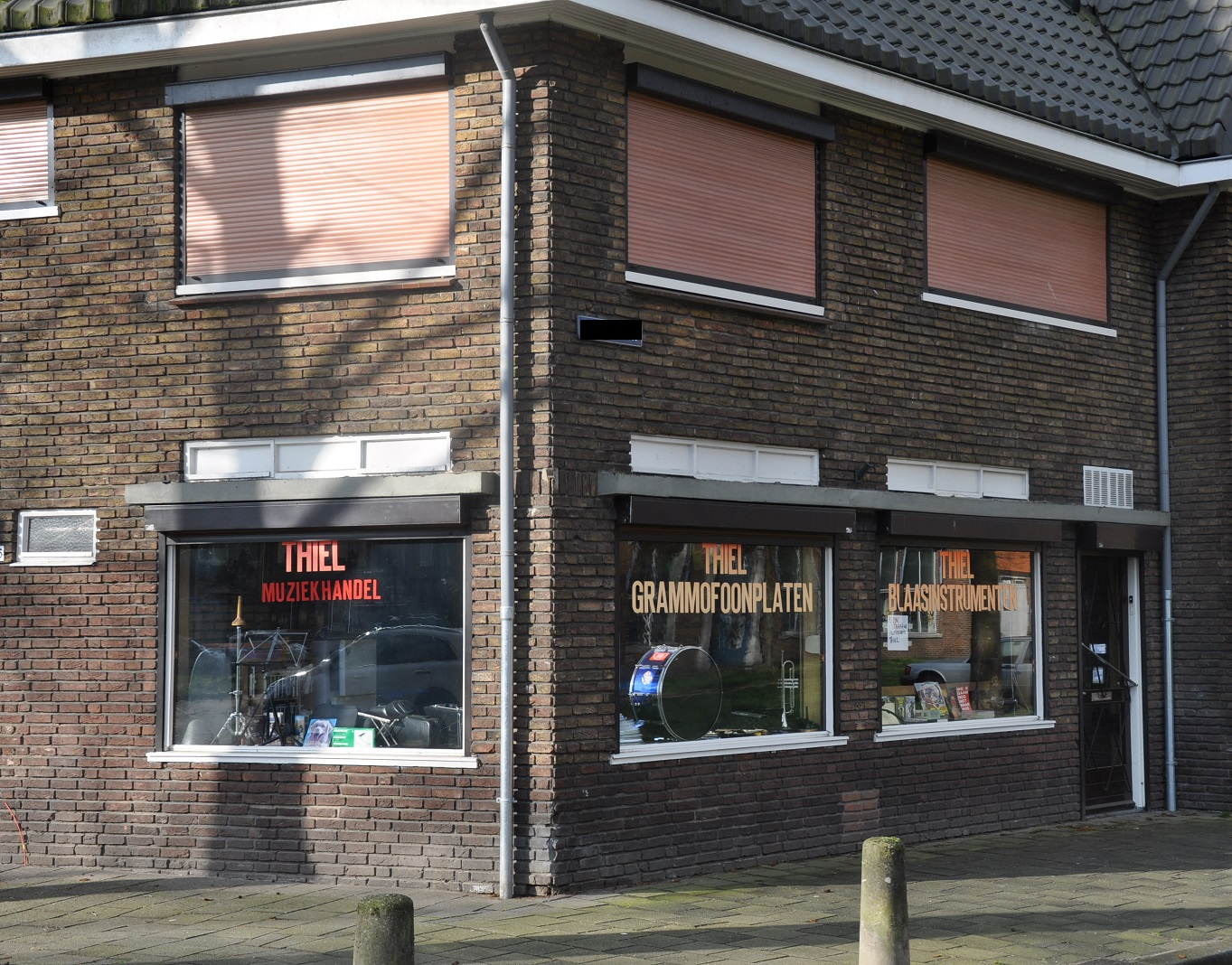
Thiel Muziekhandel, Graafseweg te 's-Hertogenbosch

In 1970 opende Thiel in de Dr. Schaepmanstraat te 's-Hertogenbosch zijn eerste winkel genaamd "Thiel Muziekhandel". Er werden er vinylplaten, singletjes en cassettebandjes verkocht. Tijdens de opening waren onder anderen Johhny Hoes, Adri-Jan Hoes en Annie Heuts, beter bekend als Zwarte Lola, aanwezig. Kort daarna verhuisde Thiel Muziekhandel naar een pand aan de Graafseweg. Naast lp's e.d. verkocht Thiel er ook muziekinstrumenten. Dit werd zijn corebusiness. 
Thiel was betrokken met en actief binnen het Bossche culturele-muzikale leven. Hij was zanger en gitarist bij het Confetti Cabaret, schreef liedjes voor het Oeteldonkse Kwékfestijn en is tot op late leeftijd spelend lid geweest bij Carnalsvereniging "Houdoe Wor!". 

## Bah Bah Barend
In 1972 bracht Thiel (met de Servetjes) op platenlabel Telstar de single "Bah Bah Barend" uit. Het was een knipoog naar het op dat moment populaire programma "De Barend Servet Show", waarin IJf Blokker alias Barend Servet blote danseressen en figuranten ontving. De show zorgde wekelijks voor flink wat ophef. Johhny Hoes belde Thiel met de vraag of hij "er niet eens een nummertje over kon schrijven". Een dag later stond Thiel in de studio om het liedje op te nemen. Bah Bah Barend werd een hitje en dat ontging zo ook de Barend Servet Show niet. Op de cover van de single stond een afbeelding van een nagenoeg naakte Barend Servet. Blokker was hier niet van gecharmeerd en eiste via een advocaat dat er onmiddellijk gestopt werd met de verkoop van de single en dat de bijbehorende afbeelding achterwege werd gelaten. Gebeurde dit niet, dan zou hij Thiel en Hoes aanklagen wegens smaad. Hoes was er niet van onder de indruk en liet de verkoop doorlopen. Thiel stuurde navenant een telegram terug met de tekst "Dan moette da doen!".

## Laatste jaren
Thiel is tot op 86-jarige leeftijd actief geweest in zijn winkel. De laatste jaren van zijn leven leed hij aan dementie. Thiel overleed op 28 februari 2021 op 91-jarige leeftijd.